# 貝拉女親王伊莎貝爾·路易莎
伊莎貝爾·路易莎（葡萄牙語：D. Isabel Luísa，1669年1月6日—1690年10月21日），葡萄牙國王佩德羅二世的長女。
她曾經被考慮為薩伏依公爵維托里奧·阿梅迪奧二世的妻子，但遭到薩伏依方面的反對。伊莎貝爾·路易莎於1690年因天花去世，年僅21歲。